# Strana zelených (USA)
Strana zelených (anglicky Green Party) je jednou z menších politických stran ve Spojených státech. Strana byla politicky aktivní od 80. let, větší pozornost však získala až díky prezidentským kampaním Ralpha Nadera v letech 2000, 2004 a 2008. Jedná se o typickou environmentalistickou stranu s důrazem na sociální spravedlnost. Mezi důležité prvky programu patří i ideologie nenásilí a důraz na občanské svobody. Strana zelených je silná spíše na obecní úrovni, na federální úrovni (kongres a senát) nedosáhla žádné zastoupení.

## Program
Deset klíčových hodnot:

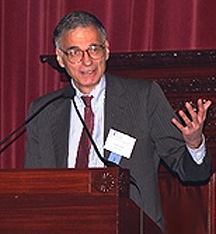
Ralph Nader

- 1. Obecní ekonomika ("Community-based economics")
- 2. Decentralizace
- 3. Ekologizace společnosti
- 4. Feminismus
- 5. Důraz na poměrný volební systém
- 6. Pacifismus
- 7. Osobní a globální zodpovědnost
- 8. Respekt k různorodosti
- 9. Sociální spravedlnost
- 10. Důraz na používání obnovitelné energie